# District de Dong Anh
Le district de Dong Anh (en vietnamien : Đông Anh) est un district (Huyện) de la province de Hanoï dans la région du Delta du Fleuve Rouge au Viêt Nam.

## Description
Đông Anh faisait partie de la province de Hà Tây jusqu'à ce que celle-ci soit absorbée par Hanoï en 2008.